# Sneferkare Annu
Sneferkare Annu fou un faraó tradicionalment inclòs a la dinastia VIII de l'antic Egipte. El seu nom volia dir "L'ànima de Ra és la més bonica". Annu era el seu nom de naixement. Apareix a la llista d'Abidos i al Papir de Torí.